# 小行星1392
小行星1392（1392 Pierre）是一颗围绕太阳公转的小行星。1936年3月16日，路易·博耶在阿尔及尔发现了此天体。
該小行星以發現者的姪子命名。
这颗小行星的绝对星等为43.96460等。